# ナタン・シャランスキー

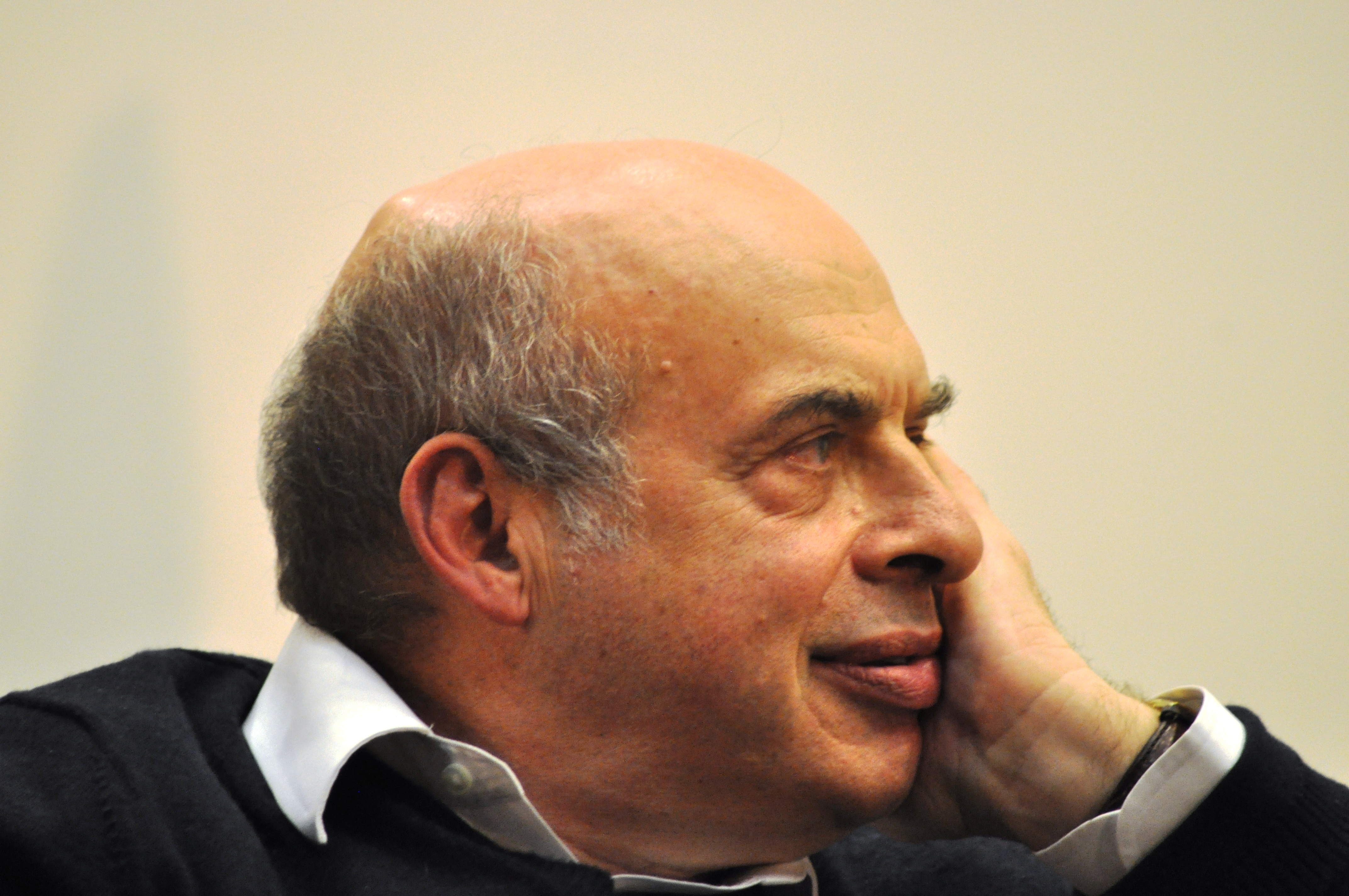
ナタン・シャランスキー

ナタン・ボリソビッチ・シャランスキー（ヘブライ語: נתן (אנטולי) שרנסקי‎‎, ロシア語: Ната́н (Анато́лий) Бори́сович Щара́нский, ウクライナ語: Натан Щаранський, Анатолій Щаранський, Natan Borisovich Sharansky, 1948年1月20日 – ）は、ソビエト連邦の反体制運動家・作家で、イスラエルの政治家。ロシア語名はアナトリー・シチャランスキー （モスクワではシャランスキー、ウクライナではシャランシキー）。

## 経歴・政治活動
ウクライナ・ドネツィクに出生。アンドレイ・サハロフの通訳、
コンピューター技師として働いていたが、1977年に反体制組織「ヘルシンキ宣言監視グループ」の中心的指導者として逮捕。アメリカ中央情報局のスパイとして反逆罪に問われた。この逮捕に関してジミー・カーター大統領はスパイ説を否定、ブレジネフ書記長あてに親書を送るが、
シベリアの強制収容所に収容される。1986年2月東西両陣営による服役者交換によって釈放され、その日のうちにイスラエルに出国。
移住後はロシア系移民を糾合してイスラエル・バアリヤーを結成。ベンヤミン・ネタニヤフ・エフード・バラック両内閣で閣僚を務め、アリエル・シャロン内閣で副首相・住宅建設相に就任。しかし、2005年5月2日にガザ入植地からの全面撤退を決めたことに抗議して閣僚を辞職した。同年8月末にネタニヤフがシャロン倒閣に決起した際にはこれに従った。ソ連体制下で反体制運動に関わり、且つロシア移民の利害を代表してイスラエル・アラブ人住民に強硬な態度で知られ、東エルサレムの分割にも反対している。ヨルダン川西岸のユダヤ人入植地建設も強力に支持している。自身もかつてその職にあった住宅建設相はイスラエル政界でも強硬派として知られる議員がその職を務めており、アリエル・シャロンや、ネタニヤフ政権下では首相のネタニヤフが兼任。シャロンがガザ地区撤退計画をブチ上げたシャロン政権・二期目においては最も強硬とされるエフィ・エイタムがつとめており、入植地自体は拡大されている。
自由と民主主義の理念を世界に広げるために他国への先制攻撃を取るべきと言う信条を持っている。ネオコン系の政治家とも親交が深く、著作「なぜ民主主義を世界に広げるのか――圧政とテロに打ち勝つ自由の力 The Case for Democracy: the Power of Freedom to Overcome Tyranny and Terror」はジョージ・W・ブッシュの拡大中東構想に影響を与えたと言われている。2006年にはブッシュ大統領から大統領自由勲章を授与されている。
日本においては、拉致問題の解決に取り組む救う会幹部・島田洋一や西岡力が人間として慕っており、シャランスキー自身も北朝鮮による人権抑圧を激しく批判している。

## 著書
- Fear No Evil: the Classic Memoir of One Man's Triumph over a Police State, (Weidenfeld and Nicolson, 1988). (ISBN 1891620029)
- The Case for Democracy: the Power of Freedom to Overcome Tyranny and Terror, with Ron Dermer, (Public Affairs, 2004). ISBN 1586482610

藤井清美訳『なぜ、民主主義を世界に広げるのか――圧政とテロに打ち勝つ「自由」の力』（ダイヤモンド社, 2005年）